# Arecales
Arecales је ред монокотиледоних биљака из кладе комелиноида. Обухвата око 180 савремених биљних родова.
У већини класификационих схема скривеносеменица (Кронквистов систем, Тахтаџанов систем из 1987, APG I, APG II, APG III), овај ред обухвата само једну фамилију – палме (Arecaceae). Као засебан ред, палме су посматрали још крајем деветнаестог и почетком двадесетог века. Тада је еквивалентан назив за Arecales био Principes (у системима Енглера и Кубицког).
Тахтаџан је 1997. године у новијој верзији своје класификационе схеме у ред Arecales укључио две фамилије: Arecaceae и Nypaceae. Друга фамилија се у осталим системима сматра потфамилијом у оквиру фамилије палми.